# Jüdische Gemeinde Burgau
Die Jüdische Gemeinde Burgau war eine vom Mittelalter bis 1634/35 bestehende jüdische Gemeinde in der schwäbischen Stadt Burgau im heutigen Landkreis Günzburg in Bayern. 

## Geschichte
Seit dem Mittelalter bestand in Burgau eine jüdische Gemeinde. Durch die Wirren des Dreißigjährigen Kriegs und die Pest, die in den Jahren 1634/35 in der Stadt ausbrach, starb diese alte jüdische Gemeinde aus.
Der zur Gemeinde gehörende jüdische Friedhof von Burgau wurde noch etwas länger von anderen jüdischen Gemeinden der Region genutzt, die keinen eigenen Friedhof hatten (Binswangen, Buttenwiesen, Fischach, Hürben). Von den zwei jüdischen Grabsteinen, die 1725 noch auf dem jüdischen Friedhof in Burgau gestanden haben sollen, sind keine Spuren mehr geblieben.
Auf einer Karte, die im Rahmen der ersten bayerischen Landvermessung (1808–1864) entstand, ist der ehemalige Friedhof noch als „Judenbegräbniss“ kartiert, und der östlich gelegene Hang trägt den Flurnamen „Ober[halb] der Judenbegräbniss“. Laut Israel Schwierz wurde nachgewiesen, dass hier einst die abgegangene Begräbnisstätte lag. 
Ein Stück weiter südlich, am Rand eines Burgauer Neubaugebietes, trägt ein Landschaftsbereich den modernen Flurnamen „Am Judenbegräbnis“. Außer diesem Flurnamen weist jedoch heute nichts mehr auf diesen alten jüdischen Friedhof hin; es gibt weder vor Ort noch in der Stadt Burgau Hinweis- oder Gedenktafeln.